# Ferme pédagogique de Braga
La Ferme pédagogique de Braga est une Ferme pédagogique et environnementale située à Braga, au Portugal.
Elle est ouverte depuis 2004 et, début 2012, avait accueilli environ 85 000 visiteurs. Plusieurs actions d'éducation à l'environnement ont également été mises en place.
C'est une exploitation agricole de 2,5 hectares qui présente à petite échelle les cultures et les élevages traditionnels de la région. 
Des salles d’activités complètent cet ensemble qui permet aux visiteurs de comprendre ce qu'est la vie agricole et d'où viennent les produits qu'ils consomment au quotidien.